# CrystalDiskInfo
CrystalDiskInfo — бесплатная утилита с открытым исходным кодом, разрабатываемая программистом из Японии Нориюки Миядзаки (Noriyuki Miyazaki, ник hiyohiyo). Предназначена для диагностики работы жёстких дисков и твердотельных накопителей ПК. В процессе работы программы отображается общая информация, ведётся мониторинг значений S.M.A.R.T., а также осуществляется постоянный контроль температуры диска.

## История версий
Основные изменения в версиях программы:
- 1.0.0 (22 мая 2008) — первая версия программы[6];
- 2.0.0 (20 ноября 2008) — добавлено управление AAM/APM и поддержка дисков SSD и USB/IEEE 1394[7];
- 2.7.0 (6 мая 2009) — добавлена поддержка Windows 7 (RC1);
- 4.0.0 (15 мая 2011) — добавлено уведомление по электронной почте[8];
- 5.0.0 (16 июня 2012) — добавлена редакция Shizuku Edition;
- 5.1.0 (24 ноября 2012) — добавлена поддержка Windows 8 и Windows Server 2012;
- 6.2.2 (5 декабря 2014) — добавлена предварительная поддержка Windows 10;
- 6.3.2 (1 апреля 2015) — добавлены новые темы, изменена лицензия с BSD на MIT;
- 6.5.2 (14 июня 2015) — добавлен период автообновления;
- 6.6.1 (14 декабря 2015) — добавлена поддержка новых устройств;
- 6.7.5 (3 февраля 2016) — новые устройства, исправлены ошибки;
- 7.0.5 (1 января 2017) — исправления и улучшения.
- 7.1.1 (04 августа 2017) — исправления и улучшения.
- 7.2.0 (28 октября 2017) — исправления и улучшения.
- 7.5.2 (21 февраля 2018) — исправления и улучшения.
- 7.6.0 (22 марта 2018) — исправления и улучшения.
- 7.8.0 (08 мая 2018) — исправления и улучшения.
- 8.0.0 (20 ноября 2018) — исправления и улучшения.
- 8.1.0 (22 апреля 2019) — исправления и улучшения.
- 8.2.0 (30 июня 2019) — исправления и улучшения.
- 8.2.1 (5 августа 2019) — исправления и улучшения.
- 8.2.2/8.2.3 (11 августа 2019) — исправления и улучшения.
- 8.2.4 (18 августа 2019) — добавлена поддержка Windows Server 2019 и Windows 10 Pro Workstation/Education.
- 8.3.x (12 ноября 2019) — добавлена поддержка AMD-RAIDXpert2 (для SATA), добавлена поддержка ARM версии Windows.
- 8.4.x (19 января 2020) — добавлена поддержка контроллеров MegaRAID SAS PERC 5/6, улучшена поддержка технологии Storage Spaces для твердотельных накопителей с протоколом NVMe.
- 8.5.x (4 мая 2020) — обновлён интерфейс пользователя.
- 8.6.x (13 июня 2020) — добавлены поддержка темы Windows 10 Dark Mode, быстрое сохранение данных в текстовом и графическом виде, быстрое копирование серийного номера устройства и версии прошивки из основного меню.
- 8.7.x (11 июля 2020) — добавлены поддержка Intel RST NVMe RAID и Intel Optane Memory.
- 8.8.x (29 августа 2020) — добавлена поддержка сектора 4K. Добавлены отчёты о функции TRIM и о включённом энергозависимом способе кэширования для твердотельных накопителей NVMe. Добавлен отчет о текущем уровне гелия (идентификатор атрибута 0x16) для жестких дисков. Добавлен чёрный список моста USB-ATA (VID=0x05E3, PID=0x0702).
- 8.9.x (15 декабря 2020) — улучшена поддержка ClearType.
- 8.10.x (23 января 2021) — изменено диалоговое меню установки/удаления программы.
- 8.11.x (11 февраля 2021) — улучшена совместимость с полноэкранным приложением.
- 8.12.x (21 марта 2021) — улучшена поддержка Windows 11.
- 8.13.x (26 ноября 2021) — переведено на Visual Studio 2022, добавлена поддержка до 80 устройств одновременно.
- 8.14.x (15 января 2022) — исправлены ошибки.
- 8.15.x (5 февраля 2022) — добавлена поддержка AMD RAIDXpert2 (для NVMe и SATA) с использованием AMD_RC2t7.
- 8.16.x (27 марта 2022) — добавлена поддержка SMTPS для функции уведомления по электронной почте.
- 8.17.x (16 июня 2022) — улучшена поддержка Intel RST в Windows 11 22H2 Insider Preview. Добавлена поддержка размера сектора 1024 байт.
- 9.0.x (30 мая 2023) — добавлена поддержка Intel VROC.
- 9.1.x (9 июля 2023) — для AMD RAIDXpert2 используется AMD_RC2t7 от Gakuto Matsumura.
- 9.2.x (20 ноября 2023) — в дополнение к темам графического интерфейса Standard, Shizuku и Kurei Kei добавлена тема Aoi.
- 9.3.x (30 апреля 2024) — добавлена поддержка контроллера JMicron JMS586.
- 9.4.x (25 августа 2024) — добавлена поддержка моста USB-SATA/NVMe Realtek RTL9220DP.
- 9.5.x (20 ноября 2024) -— добавлены новые темы оформления.

## Возможности
Главное окно утилиты отображает установленные жёсткие диски, общую информацию выбранного диска (техсостояние и температуру) и его S.M.A.R.T. атрибуты — всего более 25 параметров работы. Основные возможности программы:
- Поддержка внешних USB-дисков;
- Мониторинг состояния здоровья и температуры;
- Уведомление по электронной почте;
- График S.M.A.R.T. данных;
- Управление настройками энергосбережения (APM) и шумоподавления (AAM).

Предупреждение о техническом состоянии и температуре отображается цветом:
- Хорошо: Синий (зелёный);
- Внимание: Жёлтый;
- Плохо: Красный;
- Неизвестно: Серый.

## Награды
- В 2008 году, по итогам проведённого в Японии опроса, утилита получила премию «Windows Forest Award 2008», набрав наибольшее количество читательских голосов[11].
- Журнал «Hard'n'Soft» в апрельском номере 2010 года оценил CrystalDiskInfo 3.5.1 в 5 баллов из 5[12].
- Журнал «Домашний ПК» в октябрьском номере 2011 года оценил CrystalDiskInfo 4.0.2 в 5 баллов из 5 и присудил награду «Выбор редакции»[9].

## Отзывы и критика
В большинстве случаев утилита имеет положительные оценки, а журнал «Домашний ПК» назвал её лучшей среди бесплатных. Согласно опросу на сайте SourceForge.JP, средняя оценка утилиты по пятибалльной шкале составляет 4.8 балла. Журнал «ComputerBild» отмечает такие достоинства программы, как достоверность предоставляемой информации и поддержка большого количества дисков, будь то внутренние или внешние. Такая универсальность даёт утилите преимущество перед аналогичным софтом от производителей жёстких дисков, так как в одной системе могут работать жёсткие диски от разных производителей, а фирменные утилиты работают только со своими устройствами. Кроме того, как отмечает журнал «Chip», CrystalDiskInfo — одна из немногих программ, способных понять все S.M.A.R.T.-атрибуты SSD дисков, так как производители таких накопителей не имеют единой системы мониторинга этих показателей. Также журнал «Hard’n’Soft» обращает внимание на то, что утилита не оставляет следов в реестре, а возможность управлять питанием и шумом наверняка понравится владельцам ноутбуков.
Тем не менее утилита имеет и ряд недостатков. Так, отображая список атрибутов S.M.A.R.T., утилита не даёт пояснения о значении и важности того или иного параметра, а журнал «Домашний ПК» назвал меню и настройки утилиты несколько запутанными.

### Сравнение
Оценки аналогичных программ по пятибалльной шкале, по версии журнала «Hard’n’Soft» от апреля 2010 года:
|                                       | Функциональность | Удобство использования | Поддержка русского языка | Бесплатность | Итоговая оценка |
| ------------------------------------- | ---------------- | ---------------------- | ------------------------ | ------------ | --------------- |
| CrystalDiskInfo 3.5.1                 | 5                | 4                      | есть                     | да           | 5               |
| HDDlife Professional 3.1.1.68         | 4                | 5                      | есть                     | нет          | 4,5             |
| HDD Health 3.3 Beta                   | 4                | 4                      | нет                      | да           | 4               |
| Active@ Hard Disk Monitor 1.5.20 Free | 5                | 5                      | есть (неофиц.)           | да           | 5               |
| HD Tune Pro 4.01                      | 4,5              | 5                      | нет                      | нет          | 4               |
| Hard Drive Inspector 3.50             | 4                | 5                      | есть                     | нет          | 4,5             |
| DTemp 1.00                            | 3                | 4                      | нет                      | да           | 4               |

## Распространение
CrystalDiskInfo пользуется популярностью во многих странах (США, Россия, Германия и др.), но наибольшую имеет в Японии. Многие компьютерные журналы («Домашний ПК», «Железо», ComputerBild, «Chip», «Hard’n’Soft» и др.) добавляют эту утилиту в свои DVD-приложения.

### Редакции
Утилита распространяется в четырёх редакциях:
- Standard Edition — установочная версия.
- Shizuku Edition — аниме-стилизованная версия с говорящей на японском персонажем-помощницей Сидзуку Суисё (яп. 水晶 雫 Суисё: Сидзуку), озвученная сэйю Хироми Игараси[англ.][22].
- Kurei Kei Edition — аниме-стилизованная версия с персонажем-помощницей Кэй Курэй (яп. 暮井 慧 Курэй Кэй), озвученная сэйю Сумирэ Уэсакой[23].
- Aoi Edition — аниме-стилизованная версия с персонажем-помощницей Аой Суисё (яп. 水晶 碧 Суисё: Аой), озвученная Кэйко Харой[24][25].

## Системные требования
|                      | Минимальные  | Рекомендуемые                                                                |
| -------------------- | ------------ | ---------------------------------------------------------------------------- |
| Операционная система | Windows 2000 | Windows XP / 7 / 8 / 10 Windows Server 2003 / 2008 / 2012 / 2016 [x86 / x64] |
| Internet Explorer    | 6.0          | 8.0 или выше                                                                 |
| .NET Framework       |              | 2.0 или выше (требуется для почтовых уведомлений)                            |

- CrystalDiskInfo не поддерживает ОС Windows 95/98/Me/NT4, а для работы требуются права администратора[26].